# Метапедия
Метапедия (или Metapedia) е международна интернет енциклопедия с добро отношение към националсоциализма, с идея за превъзходство на белите. За разлика от Уикипедия в този сайт не се допускат нецензурни статии от типа – порно актриси, както и някой незначими според тях теми – спорт, някой стилове музика, и др.

## История
Сайта е създаден на 26 октомври 2006 г., от шведския националист и националсоциалист Андерс Лагерщрьом.
Отначало се открива версия на шведски език, после се откриват версии на други бели езици, както следва: датски (3 декември 2006), немски и английски (15 май 2007), френски (29 май 2007), португалски (2 юли 2007), чешки (10 юли 2007), словашки (1 октомври 2007), испански (12 октомври 2007), унгарски (15 декември 2007), румънски (3 април 2008), норвежки (3 май 2009), естонски (16 септември 2009), холандски (3 март 2011).
Най-голямата по брой статии е Унгарската версия на Metapedia, която към 5 юли 2011 година има около 87 686 статии, към 13 октомври те са 101 505.

## Процес
Дейността на Metapedia зависи от МедияУики, която е свободна уики-софтуерна система за организиране и управление на съдържание, написана на PHP и основана на база данни MySQL. Проектът е стартиран от Андерс Лагерщрьом и се ръководи от него и икономистът Ленарт Берг, който е доцент в Университета в Упсала и управлява подкрепящите NFSE Media AB.